# Quận Webb, Texas
Quận Webb (tiếng Anh:Webb County) là một quận trong tiểu bang Texas, Hoa Kỳ. Quận lỵ đóng ở thành phố Laredo.6 Theo kết quả điều tra dân số năm 2000 của Cục điều tra dân số Hoa Kỳ, quận có dân số 193.117 người..